# Pflanzenernährung

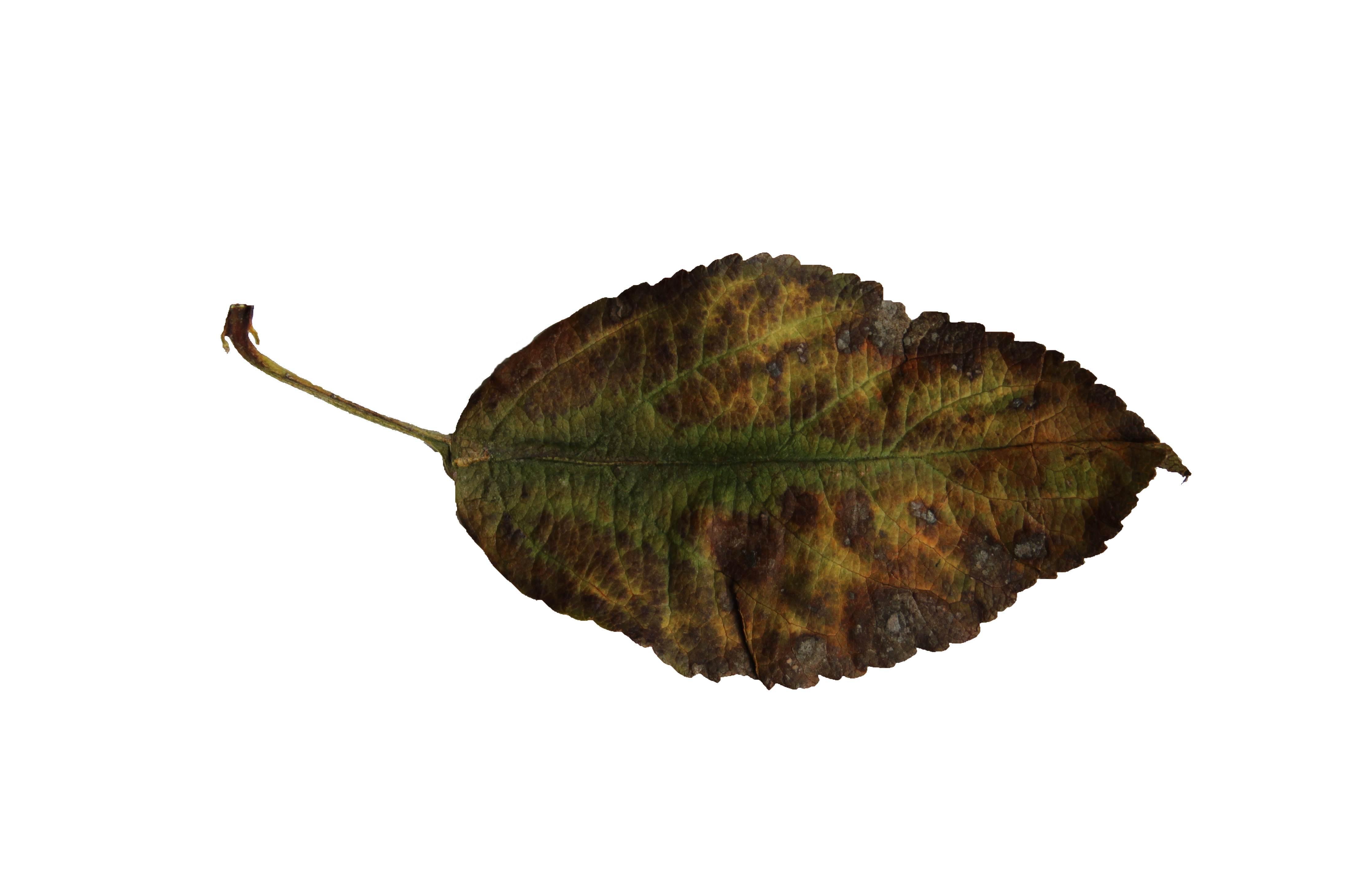
Apfelblatt mit Mangelerscheinungen

Die Phytotrophologie (von altgriechisch φύτον phyton, deutsch ‚Pflanze‘ und τροφή trophe, deutsch ‚Ernährung‘ sowie -logie), also Pflanzenernährungslehre oder kurz Pflanzenernährung, behandelt die Ernährung der Kulturpflanzen als Teilgebiet der Agrikulturchemie. Das interdisziplinäre Forschungsgebiet entwickelt sich aus Fragestellungen der Bodenkunde, botanischen Grundlagen und angewandten Themen zur Ertrags- und Qualitätssteigerung in Landwirtschaft, Gartenbau, Forstwirtschaft und Ernährungswissenschaft.
Pflanzenernährung beschreibt den Prozess, bei dem Pflanzen chemische Elemente und Verbindungen aus ihrer Umgebung aufnehmen, um ihre physiologischen Funktionen erfüllen zu können. Dabei können die essentiellen Nährstoffe, die Pflanzen benötigen, in zwei Hauptkategorien unterteilt werden: Makronährstoffe und Mikronährstoffe. Makronährstoffe, die in größeren Mengen erforderlich sind, sind Stickstoff, Phosphor, Kalium, Calcium, Magnesium und Schwefel. Mikronährstoffe sind in geringeren Mengen erforderlich und umfassen: Eisen, Mangan, Zink, Kupfer, Bor, Molybdän und Chlor.

## Aspekte und Einordnung
- pflanzenphysiologische Fragestellungen – Pflanzenernährung als Zufuhr von Stoffen für Wachstum;
- ökologische Themen – Ernährung der Pflanze in Bezug auf Standort und Umwelt;
- agronomische Fragen – Ertragsmenge, Qualität als Zielgröße des Pflanzenwachstums;

Während sich die Pflanzenphysiologie als botanisches Teilgebiet Ernährungsfragen unabhängig vom Substrat widmet, wird in der Pflanzenernährung gerade der Einfluss des Substrates auf das Wachstum erforscht. Die Ökologie beschäftigt sich (auch) mit den Pflanzen am Standort – die Pflanzenernährung mit dem Ertrag von Kulturpflanzen am Standort; die Bodenkunde betrachtet den Boden und seine Eigenschaften – die Pflanzenernährung den Boden als Standort der Pflanzen.
Ackerbau und Pflanzenbau profitieren von den erforschten Zusammenhängen, den chemischen Aspekten der Düngung. Hierbei war historisch lange umstritten, ob die Pflanzen sich von Humus ernähren (Humustheorie), oder ob mineralische Nährelemente für die Pflanzenernährung ausschlaggebend sind. Mit der Entdeckung der Hauptnährstoffe und weiterer essentieller Spurennährstoffe konnte diese Frage durch Vegetationsversuche wissenschaftlich geklärt werden.
Mikroorganismen im Boden spielen eine wichtige Rolle bei der Nährstoffversorgung der Pflanzen. Sie sind an Prozessen wie Stickstofffixierung und Mineralisierung beteiligt, die die Verfügbarkeit von Nährstoffen für die Pflanzen erhöhen.

## Geschichtliche Entwicklung
- Humustheorie von Aristoteles (ca. 350 v. Chr.) – Humus als Nährstoff
- Bernard Palissy (1563) – Einfluss von Salz und Asche
- Johan Baptista van Helmont (1620) – Vegetationsversuch mit Wasser als Nährstoff
- John Woodward (1699) – „schmutziges“ Gießwasser ist besser als sauberes Wasser
- Carl Wilhelm Scheele (1770) – Pflanzen produzieren CO2
- Joseph Priestley (1775) – Pflanzen scheiden O2 aus
- Jan Ingenhousz (1779) – Einfluss von Licht für Gas-Stoffwechsel
- Nicolas Théodore de Saussure (1804) – quantitative Aufklärung der Photosynthese
- Jean Baptiste Boussingault (1836–1839) – exakte Nährstoffversuche
- Carl Philipp Sprengel (1825–1835) – Grundzüge der Mineralstofftheorie
- Justus von Liebig (1840) – Durchbruch der Agrikulturchemie
- Julius von Sachs (1860) – Sachs’sche Nährlösung
- Wilhelm Knop (1865) – Knopsche Nährlösung
- Dennis Robert Hoagland (1919) – erste künstliche Nährlösung auf Basis der Bodenlösung
- Margarete von Wrangell (1923) – erste Professorin für Pflanzenernährung in Deutschland
- Dennis Robert Hoagland (1926) – aktiver Transport von Nährstoffen
- Dennis Robert Hoagland (1933) – Hoagland’sche Lösung

## Pflanzenwachstum und Ertrag

Minimum-Tonne

Die Biomasseproduktion für Nahrung und pflanzliche Rohstoffe entsteht durch Wachstum auf der Basis der Fotosynthese und weiteren Wachstumsfaktoren – physikalischer, chemischer oder biotischer Natur. Ertragsfaktoren sind Klima- und Bodenfaktoren, Verfügbarkeit von Wasser, von Nährstoffen, Anwesenheit von toxischen Stoffen, pH-Wert des Substrates, organische Substanzen.
Die quantitativen Zusammenhänge werden in Vegetationsversuchen und mittels analytischer Methoden ermittelt. Die Ergebnisse werden in Form von statistischen Aussagen bzw. als Ertragsgesetz dargestellt. Ein Beispiel hierfür ist das liebigsche Minimumgesetz, dargestellt im Bild der Minimum-Tonne oder das Optimumgesetz und weitere Ergebnisse zu Wachstumsfaktoren.
Untersucht und optimiert werden auch die Ertragsmöglichkeiten in Zusammenhang von Düngung, Bewässerung, Resistenz der Pflanzen durch Ernährungsfaktoren, Ertragsqualität, Nahrungsqualität – zum Beispiel Proteingehalt in Weizen oder Nitratgehalt in Blattgemüse.